# Байсарович, Владимир Николаевич
Владимир Николаевич Байсарович (укр. Володимир Миколайович Байсарович; 25 апреля 1943, Луцк — 22 января 2016, Луцк) — советский и украинский тренер по футболу.
Вся жизнь была связана с Луцком. В команде «Волынь» играл, был тренером и главным тренером, а также начальником команды.
Впоследствии был тренером в ДЮСФ города Луцка.
За значительные успехи в подготовке молодых футболистов в 2008 году Байсаровичу было присвоено звание заслуженого тренера Украины.

## Воспитанники
- Тимощук, Анатолий Александрович — победитель Лиги чемпионов УЕФА (2012/13), Обладатель Суперкубка УЕФА (2008) и Кубка УЕФА (2007/08), Чемпион Украины (3), Германии (2) и России (2)
- Ещенко, Александр Алексеевич — серебряный призёр чемпионата России (1993) и финалист Кубка России (1995)
- Бурч, Михаил Васильевич — советский и украинский футболист
- Гащин, Владимир Владимирович — советский и украинский футболист
- Николай Клец[укр.] — советский и украинский футболист
- Филонюк, Павел Александрович — советский и украинский футболист

## Семья
- Андрей Байсарович[укр.] — сын, футболист.